# 伊東市立八幡野小学校
伊東市立八幡野小学校（いとうしりつ やわたのしょうがっこう）は、静岡県伊東市八幡野にある公立小学校。

## 沿革
- 1873年（明治6年）6月 - 足柄県賀茂郡八幡野村大江院・称名院の二寺に「八幡野学舎」として発足[1]。
- 1886年（明治19年）9月 - 「八幡野村立八幡野小学校」となる[1]。
- 1889年（明治22年）10月 - 対島村発足に伴い「対島村立八幡野小学校」と改名[1]。
- 1941年（昭和16年）4月 - 国民学校令により、「対島村八幡野国民学校」と改称[1]。
- 1947年（昭和22年）4月 - 学校教育法により、「対島村八幡野小学校」と改称[1]。
- 1957年（昭和32年）11月 - 校歌制定[1]。

## 通学区域
- 八幡野全域[2]
- 赤沢全域
- 富戸	
  - 957番地～958番地
  - 963番地
  - 973番地～980番地
  - 999番地の南側半分
  - 1000番地～1050番地
  - 1075番地～1095番地
  - 1317番地の一部